# Raúl Asencio
Raúl Asencio del Rosario (* 13. Februar 2003 in Las Palmas de Gran Canaria) ist ein spanischer Fußballspieler, der bei Real Madrid unter Vertrag steht. Er wird meistens als Innenverteidiger eingesetzt.

## Karriere
Raúl Asencio begann seine Laufbahn im Vereinsfußball mit acht Jahren bei Veteranos Del Pilar CF. Im Jahr 2012 wechselte er in die Jugend von UD Las Palmas, dem bedeutendsten Klub seiner Geburtsstadt, wo er fünf Saisons verbringen sollte. Im Sommer 2017 nahm der 14-jährige Raúl Asencio ein Angebot von Real Madrid an um zunächst in der U15-Mannschaft (Cadete B) zu spielen. In der Saison 2021/22 war er Teil des Kaders der A-Jugend und konnte mit seiner Mannschaft die Copa del Rey Juvenil, den spanischen Pokalwettbewerb der U19-Altersklasse, gewinnen. Zur Saison 2022/23 wurde Raúl Asencio an RSC Internacional FC verliehen, einem Klub der in jener Spielzeit mit Real Madrid assoziiert war und zur neuen dritten Mannschaft des Klubs werden sollte. Mit seinem Team erreichte er das Aufstiegs-Play-off der Tercera Federación, scheiterte dort jedoch im Endspiel an der B-Mannschaft des FC Getafe. Die Spielzeit 2023/24 bestritt Raúl Asencio mit Real Madrid Castilla in der Primera Federación und beendete die Saison mit 34 Einsätzen auf dem zehnten Tabellenplatz.
Sein Debüt in der ersten Mannschaft feierte er am 9. November 2024 in einem Meisterschaftsspiel gegen CA Osasuna, als er in der 30. Minute für den verletzten Éder Militão eingewechselt wurde. Seinen ersten Einsatz im A-Kader krönte er mit einer Torvorlage in der 42. Minute nach einem Zuspiel auf Jude Bellingham zum zwischenzeitlichen 2:0.

## Titel
- Interkontinental-Pokalsieger: 2024
- Spanischer A-Junioren-Pokalsieger: 2022